# Atlas Engine Works
Atlas Engine Works war ein US-amerikanischer Hersteller von Motoren.

## Unternehmensgeschichte
Indianapolis Car and Machine Works wurde 1872 in Indianapolis in Indiana gegründet. Eine andere Quelle nennt die Indianapolis Car Works, das Gründungsjahr 1873 und die Gründer Gustave Zschech und Frederick Ruschaupt. Es stellte Dampfmotoren her. 1874 erfolgte die Umfirmierung in Atlas Works und 1878 in Atlas Engine Works.
1878 war Stoughton A. Fletcher Junior Präsident. Zu der Zeit waren annähernd 600 Personen beschäftigt.
Spätestens 1898 kamen Ottomotoren dazu. 1902 kam es zu einer Reorganisation.
1902 beschäftigte das Unternehmen etwa 1500 Mitarbeiter.
Die Absätze speziell der Dampfmotoren sanken weiter. 1907 kam es zur Insolvenz. 1909 wurde die Fertigung sowohl der Dampfmotoren als auch der Einzylinder-Ottomotoren aufgegeben.
1909 gab es den Versuch, in die Automobilfertigung einzusteigen. Es blieb bei einem Prototyp.
C. C. Krueger von der San Antonio Machine & Supply Company in San Antonio war einer der Verkäufer der Atlas-Motoren. Er kaufte 1910 die Produktionsanlagen für die Ottomotoren und setzte ab 1911 die Produktion fort. Nun wurden die Motoren als Krueger-Atlas bezeichnet.
Die Brüder Lyons kauften im Oktober 1912 das Unternehmen auf. Sie wählten die Firmierung Lyons-Atlas Company.

## Produkte
Ein Produktionszweig waren Dampfmotoren. Daneben gab es Zweitakt-Ottomotoren und stationäre Dieselmotoren. Zum Schluss wurden Schiebermotoren hergestellt.
Das Auto von 1909 wurde Atlas Motor Buggy genannt und war ein Highwheeler.
Die Pratt Motor Car Company verwendete von März 1912 bis 1913 in ihrem Pratt 30 einen Vierzylindermotor von Atlas. Er hatte 4 Zoll Bohrung und 4,1015 Zoll Hub. Umgerechnet sind das 101,6 mm, 114,3 mm und 3707 cm³ Hubraum. Der Motor war mit 33 PS eingestuft.